# Ратсгаузен
Ратсгаузен (нім. Ratshausen) — громада в Німеччині, знаходиться в землі Баден-Вюртемберг. Підпорядковується адміністративному округу Тюбінген. Входить до складу району Цоллернальб.
Площа — 5,77 км2. Населення становить 772 ос. (станом на 31 грудня 2020).